# Église Saint-Romain de Tolède
L'église Saint-Romain (espagnol : iglesia de San Román) est une église de style mudéjar située à Tolède, capitale de la province espagnole du même nom et de la communauté autonome de Castille-La Manche.
Elle abrite le Musée des Conciles et de la culture wisigothique (Museo de los Concilios y la Cultura Visigoda) qui contient des collections archéologiques du VIe au VIIe siècle montrant des vestiges artistiques et historiques de la capitale du royaume wisigoth de Tolède.

## Localisation
L'église Saint-Romain se situe au cœur de la vieille ville de Tolède, à l'angle de la calle Saint-Romain et de la calle Saint-Clément, à quelques centaines de mètres au nord-ouest de la cathédrale Sainte-Marie de Tolède.

## Historique
L'église fut construite au début du XIIIe siècle sur le site d'une ancienne mosquée arabe, en recourant à la main-d'œuvre des mudéjars, musulmans d'Al-Andalus devenus sujets du royaume chrétien de Castille durant la Reconquista.

## Architecture
L'église, construite en briques et en moellons est un édifice de style mudéjar, à l'exception du chœur.

### Le clocher mudéjar
Saint-Romain présente un beau clocher mudéjar, très semblable à celui de l'église Saint-Thomas de Tolède (Santo Tomé).
Les niveaux inférieurs du clocher sont édifiés en moellons, avec des chaînages d'angle réalisés paradoxalement en briques. Dépourvus d'ornementation, ils contrastent avec les niveaux supérieurs réalisés en briques et dotés d'une riche décoration de style mudéjar.
L'avant-dernier étage, séparé de la base de la tour par un cordon de pierre, est percé sur chaque face de deux baies à arc outrepassé s'inscrivant sous un 
arc polylobé.
Le dernier niveau du clocher présente deux registres ornés respectivement de petites galeries d'arcades polylobées aveugles et de triplets constitués chacun d'une baie polylobée et de deux baies outrepassées.
La tour, dont tous les niveaux sont percés de trous de boulin (trous destinés à ancrer les échafaudages), se termine par une corniche soutenue par de beaux modillons géométriques.

### L'intérieur
L'intérieur présente trois nefs séparées par de grands arcs outrepassés (arc en fer à cheval).